# Calm Ramonet
El Calm Ramonet és una muntanya de 2.600 metres que es troba entre els municipis de les Valls de Valira, a la comarca de l'Alt Urgell i Andorra.